# Lisek (Płoskinia)
Lisek (deutsch Fuchsberg) war ein Ort in der polnischen Woiwodschaft Ermland-Masuren. Die Ortsstelle befindet sich in der Gmina Płoskinia (Landgemeinde Plaßwich) im Powiat Braniewski (Kreis Braunsberg).
Die Ortsstelle von Lisek liegt im Nordwesten der Woiwodschaft Ermland-Masuren, 15 Kilometer südlich der Kreisstadt Braniewo (Braunsberg).
Der noch vor 1820 Foxberg genannte Ort bestand aus zwei kleinen Gehöften. 1871 war er ein kommunalfreies Holzschläger-Etablissement, das am 11. März 1874 in die Landgemeinde Parlack (polnisch Pierławki) eingegliedert wurde. Parlack selbst kam nur Wochen später zum Amtsbezirk Tromp (polnisch Trąby) im ostpreußischen Kreis Braunsberg, Regierungsbezirk Königsberg. 1910 zählte Fuchsberg acht Einwohner. Es war bis 1945 ein Wohnplatz in der Gemeinde Parlack.
1945 kam Fuchsberg mit dem gesamten südlichen Ostpreußen in Kriegsfolge zu Polen. Der Ort erhielt die polnische Namensform „Lisek“. Heute wird er nicht mehr erwähnt und gilt als untergegangen. Seine kaum noch wahrnehmbare Ortsstelle liegt im Gebiet der Gmina Płoskinia (Landgemeinde Plaßwich) im Powiat Braniewski (Kreis Braunsberg), von 1975 bis 1998 der Woiwodschaft Elbląg, seither der Woiwodschaft Ermland-Masuren zugehörig.
Kirchlich war Lisek resp. Fuchsberg bis 1945 zur römisch-katholischen Kirche in Groß Rautenberg (polnisch Wielkie Wierzno) im damaligen Bistum Ermland hin orientiert. Außerdem war der Ort in die evangelische Kirche Frauenburg (polnisch Frombork) in der Kirchenprovinz Ostpreußen der Kirche der Altpreußischen Union eingepfarrt.
Die Ortsstelle von Lisek liegt an der Straße, die von Wielkie Wierzno (Groß Rautenberg) nach Kurowo Braniewski (Kurau) und weiter bis nach Młynary (Mühlhausen i. Ostpr.) führt. Tiedmannsdorf (polnisch Chruściel) an der Bahnstrecke Malbork–Braniewo (deutsch Marienburg–Braunsberg, Abschnitt der einstigen Preußischen Ostbahn) war die nächste Bahnstation.